# Seznam portugalskih zgodovinarjev
Seznam portugalskih zgodovinarjev.

## L
- Duarte Leite

## O
- António Henrique Rodrigo de Oliveira Marques

## Z
- Abraham Zacuto